# Calycellina indumenticola
Calycellina indumenticola är en svampart som beskrevs av Graddon 1974. Calycellina indumenticola ingår i släktet Calycellina och familjen Hyaloscyphaceae.   Inga underarter finns listade i Catalogue of Life.